# 32 Ceti
32 Ceti är en orange jätte i stjärnbilden Valfisken.
32 Ceti har visuell magnitud +6,39 och är nätt och jämnt synlig för blotta ögat vid mycket god seeing. Den befinner sig på ett avstånd av ungefär 385 ljusår.